# غينتل بونز
غينتل بونز (بالإنجليزية: Gentle Bones)‏ هو مغني سنغافوري، ولد في 23 مارس 1994 في سنغافورة.

## وصلات خارجية
- الموقع الرسمي
- غينتل بونز على موقع ميوزك برينز (الإنجليزية)
- غينتل بونز على موقع ديسكوغز (الإنجليزية)